# Hydrovatus unguicularis
Hydrovatus unguicularis är en skalbaggsart som beskrevs av Olof Biström 1997. Hydrovatus unguicularis ingår i släktet Hydrovatus och familjen dykare. Inga underarter finns listade i Catalogue of Life.